# Peebles Island State Park
Der Peebles Island State Park ist ein staatlicher Park in der Gemeinde Waterford im  Staat New York. Er liegt am Zusammenfluss von Mohawk und Hudson River. Seine Fläche ist 190 Acres (77 ha) groß. Der größte Teil davon liegt auf der namensgebenden Insel Peebles  Island (auch Peobles Island), die zum Saratoga County gehört. Der kleinere Teil liegt im Albany County.

## Geographie
Peebles Island macht den Hauptteil des Parks aus, wobei auch die Werft Matton Shipyard auf dem benachbarten Van Schaick Island in Cohoes zum Park gehört. Der Mohawk River bildet an dieser Stelle mehrere Arme aus, bevor er sich mit dem Hudson River vereinigt.
Auf dem Gelände des Parks befinden sich das Hauptquartier des New York State’s Bureau of Historic Sites sowie das Bureau of Historic Preservation Field Services in einer umgebauten Fabrik. In dem sogenannten Peebles Island Resource Center befindet sich auch ein Besucherzentrum zur Industriegeschichte.

## Freizeitmöglichkeiten
Der Park bietet Wanderwege, Skiloipen, Schanzwerke aus dem Amerikanischen Unabhängigkeitskrieg und das Besucherzentrum, das über die Geschichte der Insel informiert. Es gibt auch Picknickplätze und Angel-Möglichkeiten.